# Umberto Fiorentino
Umberto Fiorentino (Roma, 5 febbraio 1956) è un chitarrista italiano.

## Biografia
Nato a Roma il 5 febbraio del 1956. A metà degli anni 70 entra a far parte del mondo jazzistico romano dove, assieme ai musicisti della propria generazione, comincia ad esibirsi nei club della capitale. Più tardi prende parte alle formazioni di Roberto Gatto e Maurizio Giammarco, una sorta di preludio a "Lingomania" storico gruppo fondato da Giammarco nella cui formazione si sono avvicendati: Flavio Boltro, Furio Di Castri, Enzo Pietropaoli, Danilo Rea, Roberto Gatto, con i quali Umberto ha avuto modo di suonare in moltissimi concerti in Italia ed all'estero.
Dal 1988 ha formato diversi organici come leader nei quali hanno suonato: Stefano Sastro, Luca Pirozzi, Stefano D'Anna, Massimo Manzi, Enzo Pietropaoli, John Arnold, Francesco Puglisi, Ramberto Ciammarughi, Dario Deidda, Fabrizio Sferra, Gianluca Renzi, Alberto D'Anna. Molte le collaborazioni ed i concerti con vari artisti tra i quali: Paolo Fresu, Palle Daniellson, Mike Stern, Vinnie Colaiuta, Albert Mangelsdorff, Bruno Tommaso. Ha più volte ottenuto riconoscimenti come miglior chitarrista di jazz italiano nei referendum dei lettori delle riviste del settore (Chitarre, Guitar Club) e con Lingomania, come miglior gruppo italiano, in quelli dei critici specializzati (Musica Jazz).
Ha suonato in numerosi festival internazionali: Roma, Milano, Ravenna, Atina, Berchidda, Sant'Anna Arresi, Roccella Ionica, San Remo, Umbria Jazz, Vicenza, Montpellier, North Carolina, Dakar ecc. Ha inciso come solista quattro CD: "Inside colors" (gala), "Ulisse" (brave art), "Things to come" (brave art),"Alice" (brave art).
Come didatta ha pubblicato tre video-metodi: "L'improvvisazione", "Tecnica" (Capital video), "Tecniche per l'improvvisazione" (Play game), due libri: "Scale!" (Nuova Carisch) e "La Chitarra Jazz" (Nuova Carisch). È tra i fondatori di "Percentomusica", struttura didattica romana nella quale ha ricoperto l'incarico di Presidente per due anni.
Fiorentino è anche autore della Prefazione del terzo catalogo del pittore, chitarrista e compositore Pasquale Colucci, dedicato alla propria produzione artistica Art in Music a cura di Patrick Djivas.

## Discografia

### Come Leader
- 1988 -  Inside colors
- 1995 -  Ulisse
- 2002 -  Things to come
- 2003 -  Alice
- 2007 -  Temi, Variazioni e Metamorfosi
- 2019 - Wordless Song
- 2022 - Anamorfosi
- 2023 - II

### Lingomania
- 1986 -  Riverberi
- 1987 -  Grrr..Expanders
- 1988 -  Camminando

### New Sound Planet
- 1990 -  Guitar madness

### Mina
- 1998 -  Mina Celentano
- 1997 -  Leggera
- 1996 -  Cremona

### Partecipazioni
- 1986 -  Notes - Roberto Gatto
- 1988 -  Unisoni - Paolo Damiani
- 1989 -  Voices - Paolo Damiani
- 1989 -  Orange park - Enzo Pietropaoli
- 1990 -  Ci ritorni in mente - AAVV
- 1994 -  L'eco del silenzio - Leo Aniceto
- 1994 -  Evening stars does shine - Amato Jazz Trio
- 2006 -  La Linea - Carlo Mezzanotte
- 2007 -  Traps - Roberto Gatto

### Libri
- 1999 -  Scale!
- 2001 -  La chitarra jazz
- 2001 -  Collaborazione al libro: "Le scale per chitarra" di Roberto Fabbri